# Alessandro Iannuzzi
Alessandro Iannuzzi (Roma, 9 ottobre 1975) è un allenatore di calcio ed ex calciatore italiano, di ruolo attaccante, vice-allenatore della categoria Primavera del  Guidonia Montecelio.

## Carriera

### Giocatore

#### Club
Cresce nelle giovanili della Lazio dove, raggiunta la formazione Primavera, milita in una squadra allenata da Domenico Caso e composta anche da Flavio Roma, Alessandro Nesta e Marco Di Vaio. Con la Lazio Primavera Iannuzzi realizza anche il gol vittoria, su punizione, nella finale del Campionato Primavera 1994-1995 contro il Perugia, giocata il 24 giugno 1995 allo Stadio Olimpico di Roma di fronte ad oltre 30.000 spettatori, una sola rete realizzata nella partita ma che vale il secondo Scudetto Primavera della storia del club romano.
Esordisce in Serie A nella stagione 1995-1996, collezionando 4 partite ed una rete in campionato su calcio di punizione contro il Torino regalando il pareggio alla Lazio proprio nei minuti finali.

Iannuzzi in Vicenza-Cagliari (2-0) del 27 ottobre 1996

Nella stagione successiva viene girato in prestito al Vicenza, con il quale disputa 20 partite (17 in Serie A e 3 in Coppa Italia) e realizza 3 reti (2 in Serie A e 1 in Coppa Italia), aggiudicandosi la Coppa Italia 1996-1997 grazie anche ad un suo gol il 29 Maggio 1997 nella finale di ritorno vinta per 3-0 contro il Napoli. Segna il suo primo gol in biancorosso il 1° Dicembre 1996 nella trasferta contro il Perugia, togliendosi anche la soddisfazione di segnare a San Siro il gol che il 3 Maggio 1997 sconfisse l'Inter. Nel Novembre 1997 si trasferisce dal Vicenza al Lecce, dove subisce il primo di quella che sarebbe stata una lunga serie di problemi fisici che ne limiteranno la carriera professionistica. Nella stagione 1998-1999 torna a Roma di nuovo con la maglia biancoceleste e riesce a giocare anche da titolare la partita Lazio-Vicenza (1-1) il 25 ottobre 1998 schierato in tandem offensivo insieme a Roberto Mancini da mister Sven Goran Eriksson. A gennaio non trova spazio nell'attacco laziale e viene così ingaggiato dal Milan, dove inizia un lento recupero fisico che però non sortisce gli effetti sperati.
L'anno successivo (1999-2000) i rossoneri lo girano in prestito alla Reggina, ma dopo poche partite un nuovo stop lo costringe alla tribuna per tutta la stagione. Nel campionato 2000-2001 finisce in prestito al Monza in Serie B, dove accusa ancora problemi di natura fisica. Il continuo succedersi di gravi infortuni dura tre anni (dal 1998 al 2001) in cui disputa 5 gare e si conclude nella stagione (2001-2002) a Messina, dove gioca 20 gare, segna 2 reti e resta in Sicilia anche nel campionato seguente (2002-2003) disputando 24 gare e realizzando 2 reti.
La stagione successiva (2003-2004) riparte da Perugia, ma l'avventura non decolla per i soliti problemi fisici, viene quindi ceduto al Pescara ancora in B nella stessa stagione e disputa solo 7 gare. L'anno successivo (2004-2005) scende in Serie C1 a Teramo, dove gioca 5 gare e l'anno seguente (2005-2006) è in Serie C2 col Gualdo (26 gare e 2 reti). Nel marzo del 2007 riparte dal Lazio e gioca a Monterotondo in Serie D, dove disputa 8 gare e realizza 4 reti.
Nel campionato successivo (2007-2008) risponde alla chiamata di mister Giancarlo Marini, ex calciatore della Lazio, e va al Guidonia sempre in Serie D. Nel gennaio del 2009 viene tesserato dal Fidene, società militante nel girone A dell'Eccellenza laziale. Nella stagione 2009-2010 viene ingaggiato dalla Vis Artena, compagine che milita nel girone B di Eccellenza laziale.
Nella stagione 2010-2011 viene ingaggiato dalla Pro Calcio Sabina, nel Campionato Promozione, poi dopo 9 presenze si trasferisce al Pianoscarano sempre in Promozione dove finisce la stagione. In seguito prende il patentino di allenatore. Ha totalizzato in carriera 34 presenze e 4 reti in Serie A con le maglie di Lazio, Vicenza, Lecce e Reggina.

#### Nazionale
Nel 1997 fu convocato anche in occasione di quattro partite dell'allora Under-23, giocando la sola partita contro l'Albania, disputata il 19 giugno 1997 e conclusasi con la vittoria degli azzurri per 4-0; nell'occasione segnò uno dei gol.

### Allenatore
Nel settembre 2012 inizia la carriera da allenatore nelle giovanili della Lazio partendo dalla categoria Giovanissimi Provinciali Fascia B con il ruolo di allenatore in seconda, e in seguito tecnico della categoria Giovanissimi Provinciali e dopo ancora vice-allenatore prima della categoria Under-16 delle Aquile e successivamente dell'Under-14 e Under-15.

## Palmarès

### Giocatore

#### Club

##### Competizioni giovanili
- Campionato Primavera: 1

Lazio: 1994-1995

##### Competizioni nazionali
- Coppa Italia: 1

Vicenza: 1996-1997
- Supercoppa italiana: 1

Lazio: 1998

#### Competizioni internazionali
- Coppa Intertoto UEFA: 1

Perugia: 2003

#### Nazionale
- Giochi del Mediterraneo:1

Bari 1997